# بي تي أر-70
بي تي أر-70 (بالإنجليزية: BTR-70)‏ , (بالروسية: БТР-70) هي ناقلة جنود مدولبة بثمانية عجلات، سوفيتية الصنع طورت في عقد الستينيات من القرن الماضي ودخلت الخدمة في الجيش السوفيتي عام 1972 لتحل محل ناقلات الجند السوفييتية الأقدم بي تي أر-60.
يبلغ وزن البي تي أر-70 11.5 طن وزودت بمحرك ديزل بقوة 120 حصان يعطي سرعة قصوى تصل إلى 80 كم/س و 9 كم/س بالماء، ويتألف طاقمها من 3 أفراد وسعة نقل لـ 7 جنود.
التطوير السوداني (شريف-3): تعتبر المدرعة السودانية شريف-3 تطويراً محلياً للعربة الروسية بي تي أر-70 وشمل التطوير استبدال محرك ديزل KAMAZ-7403 V8 بدل محركي ZMZ-4905 الأصليين وهو أكثر كفاءة في استهلاك الوقود، ويعمل بقدرة 260 حصانًا بسرعة 2600 دورة في الدقيقة، مما يوفر سرعة للعربة تصل إلى 80 كم / ساعة وتحتفظ المدرعة شريف-3 بسرعة إختراق المياه كما هو الحال للنسخة البرمائية من المدرعة بي تي أر-70 التي تتراوح من 8 إلى 10 كم / ساعة.

كما تم تطوير تسليحها واستبدال برج العربة بآخر من مركبة القتال الروسيةبي إم بي-1 ، مسلح بمدفع عيار 73 ملم نوع 2A28 ومدفع رشاش عيار 7.62 ملم للدفاع الذاتي وللسماح بإبقاء منصة البرج كاملة مع مقعد المدفعي تم تركيب فاصل إضافي بين البرج والبدن مع الإحتفاظ بقاعدة الإطلاق للقاذفة الروسية الموجهة نوع مالوتكاالمضادة للدبابات.

تحمل شريف-3 ستة مقاعد لجلوس الجنود في منتصف حجرة النقل ويمكن أن يخرج الجنود في حالات إصابة المدرعة عبر فتحات السقف أو البوابات الجانبية أو بين عجلات الطريق الثانية والثالثة.

كما هو الحال مع بي تي أر-70 يتم مساعدة التوجيه على العجلات الأربع الأمامية ويتوفر فيها نظام ضغط مركزي للإطارات في خالة تعرضها للثقب.